# Pandémie de Covid-19 en Haïti
La pandémie de Covid-19 en Haïti démarre officiellement le 19 mars 2020. À la date du 25 octobre 2022, le bilan est de 857 morts.

## Chronologie
Le 19 mars 2020, le Ministère de la Santé Publique et de la Population (MSPP) d'Haïti déclare officiellement deux premiers cas confirmés, : le premier cas est celui d'un citoyen haïtien de 31 ans détecté à Porto Rico, qui, après un séjour en France, est rentré en Haïti le 15 mars. À l'aéroport, il s'est révélé asymptomatique. Il a été placé en quarantaine domiciliaire. Le deuxième cas a été détecté dans le département de l'Artibonite. Il s'agit d'un patient d'origine belge âgé de 63 ans. Il est arrivé à Haïti le 10 mars après avoir voyagé d'abord à Madrid (Espagne) puis à Miami (États-Unis). Il présentait des symptômes de la maladie depuis le 13 mars.
Le 5 avril 2020, le Ministère de la Santé Publique et de la Population annonce un premier décès, un homme âgé de 55 ans qui souffrait déjà de diabète et d'hypertension.
Le 7 avril 2020, le président de la République, les ministres et secrétaires d'état haïtiens sont testés pour le Covid-19
MSPP informe la population d'un deuxième mort de la maladie Covid-19 le 8 avril 2020. La personne concernée est une femme âgée de 69 ans qui était atteinte de diabète et d'hypertension.
Le 11 avril 2020, MSPP annonce un troisième décès dû au Covid-19. Il s'agit d'un homme de 57 ans qui avait des maladies de cœur, de diabète, d'hypertension et un problème au rein.
Le 20 avril 2020, MSPP informe d'un quatrième décès. C'est un homme de 40 ans qui souffrait d'hypertension, de fièvre et de vomissement avec des difficultés respiratoires.
Le 24 avril 2020, lors de sa première conférence de presse, la cellule scientifique, mise en place par le gouvernement le mois précédent, a présenté des projections pour les semaines à venir estimant que le nombre de morts liés à la pandémie pourrait aller au-delà de 20 000 décès selon l’épidémiologiste Patrick Dely.
Le 4 juin 2020, Médecins sans frontières (MSF) alerte sur l'augmentation rapide du nombre de cas COVID-19 en Haïti : en moins d'un mois, il est passé de 100 cas à plus de 2 600 cas actifs et 50 morts.
En mai 2021, deux nouveaux variants ont été détectés en Haïti. Il s'agit des variants anglais et brésilien.
Le 24 mai, à la suite de la détection des variants Alpha et Gamma dans le pays (respectivement identifiés pour la première fois au Royaume-Uni en décembre 2020 et au Brésil en janvier 2021), les autorités sanitaires décrètent un premier état d’urgence sanitaire pour huit jours.

## Prévention
Haïti bénéficie de l'assistance et l'expertise cubaines avec le déploiement d'un contingent de 348 médecins et infirmiers sur tout son territoire. Lors du vingtième anniversaire de la coopération haïtiano-cubaine dans le domaine de la santé, la brigade médicale cubaine en Haïti (BMC), mise sur pied depuis septembre 1998, avait souligné que près de 30 millions de consultations ont été effectuées par les médecins cubains sur le sol haïtien, 577 421 interventions chirurgicales, 178 104 accouchements et 185 828 patients réadaptés.
Néanmoins, les mesures barrières telles que le confinement et la distanciation sociale ne peuvent pas être appliquées par les habitants les plus pauvres d’Haïti qui ne survivent que grâce à l'économie informelle, comme les commerçantes des marchés de Pétion-Ville qui manifestèrent au mois d'avril contre les mesures de restrictions de leurs activités en scandant le slogan : « Mourir de faim ou mourir du coronavirus, on a fait notre choix ».
Le chercheur Frédéric Thomas relève que « la promiscuité dans les logements, le faible accès à l’eau, la prédominance du secteur informel, etc. rendent largement contre-productifs, voire impossible, le confinement. » En outre, le gouvernement haïtien, confronté à un mouvement de protestation depuis 2019, est discrédité auprès d'une grande partie de la population. L’écrivain Lyonel Trouillot déclare ainsi dans une tribune : « l’épidémie nous tombe dessus dans ce contexte où le peuple n’accorde aucune confiance au moindre énoncé du pouvoir politique. On ne peut pas sanctionner la population pour motif de surdité. Jovenel Moïse/PHTK [le parti du président et de son prédécesseur] ont tout fait pour l’amener à ce degré zéro de confiance ».

## Système de santé
Le pays ne compte qu'un lit d’hôpital pour 1 502 habitants, un médecin pour 3 353 habitants, et 124 lits de réanimation sur tout son territoire. Les institutions sanitaires – pour la plupart privées – manquent de tout : d’équipements, de matériel de protection, de médicaments, d’accès à l’eau et à l’électricité, etc.
Le budget consacré à la santé a constamment diminué depuis le coup d’État de 2004. Il ne représente plus en 2018 que 4,3 % des dépenses publiques, soit 13 dollars par personne.

## Vaccination contre le covid-19 en Haïti
Le pays, dont le système de santé est particulièrement déliquescent, n'avait pas encore  commencé à vacciner sa population à l'été 2021.

## Statistiques

Nombre de cas en Haïti depuis le début de l'épidémie.

Nombre de morts en Haïti depuis le début de l'épidémie.

### Localisation des cas au 10 juin 2020
| Département            | Cas confirmés | Morts | Taux de létalité |
| ---------------------- | ------------- | ----- | ---------------- |
| Ouest                  | 3188          | 37    | 1,2%             |
| Artibonite             | 195           | 11    | 5,6%             |
| Centre                 | 116           | 0     | 0%               |
| Nord                   | 81            | 4     | 4,9%             |
| Sud-Est                | 79            | 2     | 2,5%             |
| Grand'Anse             | 67            | 3     | 4,5%             |
| Nord-Ouest             | 62            | 2     | 3,2%             |
| Sud                    | 59            | 0     | 0%               |
| Nord-Est               | 49            | 3     | 6,1%             |
| Nippes                 | 45            | 2     | 4,4%             |
| Total                  | 3941          | 64    | 1,6%             |
| Source : MSPP/DELR/LNP |               |       |                  |

### Répartition par tranche d'âge
| Tranche d'âge | Cas confirmés | Morts | Taux positivité | Taux de létalité |
| --- | ------------- | ----- | --------------- | ---------------- |
| 0-9 ans | 90            | 2     | 38,0%           | 2,2%             |
| 10-19 ans | 110           | 1     | 50,7%           | 0,9%             |
| 20-29 ans | 737           | 3     | 70,9%           | 0,4%             |
| 30-39 ans | 1264          | 4     | 75,1%           | 0,3%             |
| 40-49 ans | 784           | 13    | 78,9%           | 1,7%             |
| 50-59 ans | 477           | 12    | 76,9%           | 2,5%             |
| 60-69 ans | 317           | 11    | 77,9%           | 3,5%             |
| 70 ans et plus | 162           | 18    | 80,2%           | 11,1%            |
| Total | 3941          | 64    | 73,0%           | 1,6%             |
| Source : Ministère de la Santé Publique et de la Population /Direction d'Épidémiologie, des Laboratoires et de la Recherche |               |       |                 |                  |